# Otiothops loris
Otiothops loris là một loài nhện trong họ Palpimanidae. Loài này được phát hiện ở Peru.